# HD74502
HD74502 — хімічно пекулярна зоря спектрального класу A1, що має видиму зоряну величину в смузі V приблизно  9,2.
Вона  розташована на відстані близько 704,4 світлових років від Сонця.